# Francine Niyonsaba
Francine Niyonsaba (Nkanda Bweru, 5 maggio 1993) è una mezzofondista burundese, vincitrice negli 800 metri piani di un argento ai Giochi olimpici di Rio de Janeiro 2016 e di due titoli mondiali indoor a Portland 2016 e Birmingham 2018.

## Biografia
Nel 2012 ha ottenuto la prima vittoria internazionale di rilievo, conquistando il titolo degli 800 m ai Campionati africani tenutisi a Porto-Novo, Benin.
Nel 2016 si è laureata campionessa mondiale indoor nella stessa specialità a Portland, mentre ai Giochi olimpici di Rio de Janeiro ottiene un argento, piazzandosi dietro alla sudafricana Semenya e precedendo la keniota Wambui.

## Palmarès
| Anno | Manifestazione      | Sede           | Evento        | Risultato | Prestazione | Note                                    |
| ---- | ------------------- | -------------- | ------------- | --------- | ----------- | --------------------------------------- |
| 2012 | Campionati africani | Porto-Novo     | 800 m piani   | Oro       | 1'59"11     | Record nazionale                        |
| 2012 | Giochi olimpici     | Londra         | 800 m piani   | 5ª        | 1'59"63     |                                         |
| 2015 | Giochi panafricani  | Brazzaville    | 800 m piani   | Batteria  | dns         |                                         |
| 2016 | Mondiali indoor     | Portland       | 800 m piani   | Oro       | 2'00"01     | Miglior prestazione mondiale stagionale |
| 2016 | Giochi olimpici     | Rio de Janeiro | 800 m piani   | Argento   | 1'56"49     |                                         |
| 2017 | Mondiali            | Londra         | 800 m piani   | Argento   | 1'55"92     |                                         |
| 2018 | Mondiali indoor     | Birmingham     | 800 m piani   | Oro       | 1'58"31     | Miglior prestazione mondiale stagionale |
| 2018 | Campionati africani | Asaba          | 800 m piani   | Argento   | 1'57"97     |                                         |
| 2021 | Giochi olimpici     | Tokyo          | 5000 m piani  | Batteria  | dq          |                                         |
| 2021 | Giochi olimpici     | Tokyo          | 10000 m piani | 5ª        | 30'41"93    | Record nazionale                        |

## Altre competizioni internazionali
2017
- Argento ai Bislett Games ( Oslo), 800 m piani - 1'58"18
- Argento all'Herculis ( Monaco), 800 m piani - 1'55"47

2018
- Bronzo al Prefontaine Classic ( Eugene), 800 m piani - 1'56"88
- Argento ai Bislett Games ( Oslo), 800 m piani - 1'58"57
- Oro all'Athletissima ( Losanna), 800 m piani - 1'57"80
- Argento all'Herculis ( Monaco), 800 m piani - 1'55"96

2021
- Oro al Prefontaine Classic ( Eugene), 2 miglia - 9'00"75
- Oro al Memorial Van Damme ( Bruxelles), 5000 m piani - 14'25"34
- Oro all'Hanžeković Memorial ( Zagabria), 2000 m piani - 5'21"56
- Vincitrice della Diamond League nella specialità dei 3000 / 5000 m piani

2022
- Oro al Prefontaine Classic ( Eugene), 2 miglia - 8'59"08
- Oro all'Athletissima ( Losanna), 3000 m piani - 8'26"80